# Everly (Iowa)
Everly es una ciudad ubicada en el condado de Clay en el estado estadounidense de Iowa. En el Censo de 2010 tenía una población de 603 habitantes y una densidad poblacional de 211,27 personas por km².

## Geografía
Everly se encuentra ubicada en las coordenadas 43°9′55″N 95°19′3″O / 43.16528, -95.31750. Según la Oficina del Censo de los Estados Unidos, Everly tiene una superficie total de 2.85 km², de la cual 2.81 km² corresponden a tierra firme y (1.45%) 0.04 km² es agua.

## Demografía
Según el censo de 2010, había 603 personas residiendo en Everly. La densidad de población era de 211,27 hab./km². De los 603 habitantes, Everly estaba compuesto por el 99.67% blancos, el 0% eran afroamericanos, el 0.17% eran amerindios, el 0% eran asiáticos, el 0% eran isleños del Pacífico, el 0% eran de otras razas y el 0.17% pertenecían a dos o más razas. Del total de la población el 1% eran hispanos o latinos de cualquier raza.